# アメリカ芸術科学アカデミー
座標: 北緯42度22分51秒 西経71度06分37秒 / 北緯42.380755度 西経71.110256度

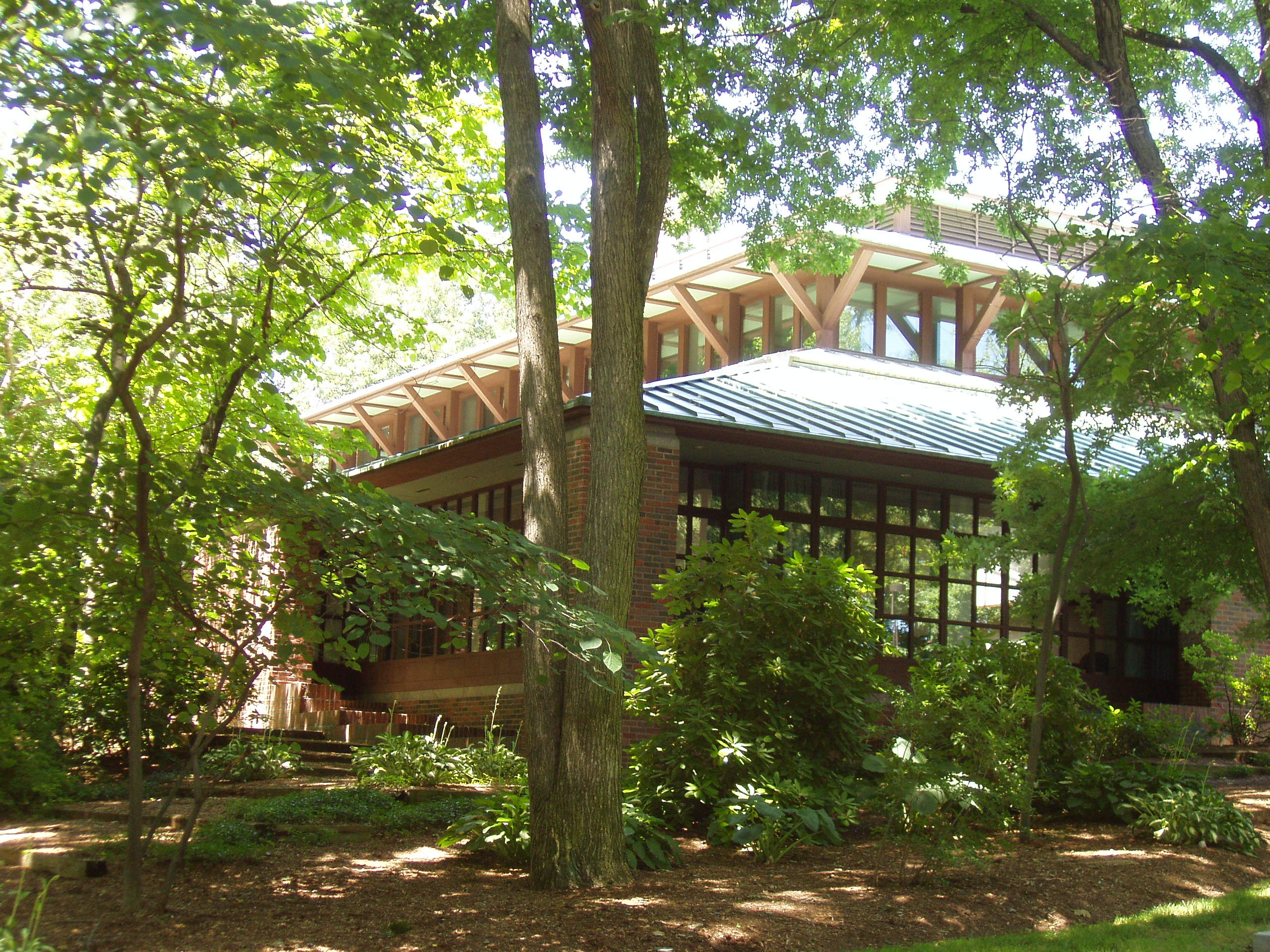
マサチューセッツ州ケンブリッジにある本部

アメリカ芸術科学アカデミー（アメリカげいじゅつかがくアカデミー、英語: American Academy of Arts and Sciences, 略称: AAAS）は、アメリカ合衆国マサチューセッツ州ケンブリッジに本部を置く学術団体である。通称、アメリカン・アカデミー (American Academy) 。
1780年に学芸を奨励するために設立、ジョン・アダムズ、ジェイムズ・ボーディン、ジョン・ハンコックによって独立戦争中に創設される。政治家・思想家・科学者・発明家などのフェローと外国人名誉会員を選出、式典は毎年10月に行われる。
会員にはベンジャミン・フランクリン、ジョージ・ワシントン、トーマス・ジェファーソン、アレクサンダー・ハミルトンなどがいる。